# 블라디미르 네미로비치단첸코

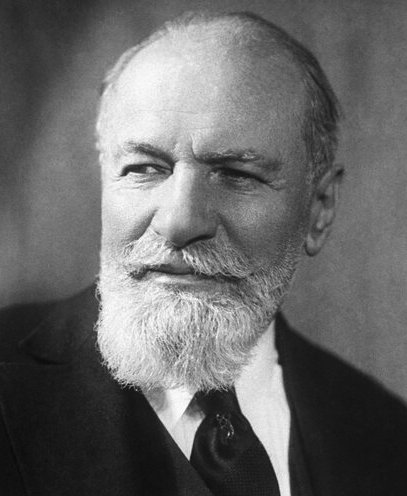
블라디미르 네미로비치단첸코

블라디미르 네미로비치단첸코(러시아어: Влади́мир Ива́нович Немиро́вич-Да́нченко , 1858년 12월 11일~1943년 4월 25일)는 러시아의 연출가다.
그의 예술의 특색은 가열성과 준엄성에 있으며, 그 연출의 필치는 힘의 집중과 간결성에 넘쳐 있었다. 그의 연출법은 자연주의나 형식주의와도 대립되는 것이었다. 그는 항상 희곡의 이념에 따라, 극에서 불필요한 것은 가차 없이 제거해 나가면서 가장 풍부한 표현과 필요 불가결한 세부를 찾아 나갔다. 그는 거짓말투성이의 '연극성'에 대적하면서도, 자연주의적인 단순성도 좋아하지 않았다. 그는 예술가를 온순한 사진가로서 이해하는 일을 단연 거부하고, 동시에 정신빠진 형식주의·유미주의와 싸웠다. 그의 예술적 입장, 원칙, 미학은 콘스탄틴 스타니슬랍스키와 동일하며, 이 두 사람의 연극개혁자가 지향하는 길은 평생 변함이 없었다고 할 수 있다.